# Johann Friedrich I. von Degenfeld
Johann Friedrich I. von Degenfeld (* 21. Dezember 1683 in Neuhaus; † 26. September 1760 ebenda) war Grundherr auf Neuhaus, in der württembergischen Hälfte von Ehrstädt und im Eulenhof. Er war württembergischer Kammerherr, kurpfälzischer Regierungsrat und ältester Ritterrat im Ritterkanton Kraichgau.

## Leben
Er war der älteste Sohn von Christoph Friedrich I. von Degenfeld († 1705). Nach dem Tod des Vaters handelte dessen Bruder Ferdinand Friedrich I. von Degenfeld eine Erbteilung unter Christoph Friedrich und seinen Brüdern August Maximilian und Johann Albrecht aus. Als ältester Bruder erhielt Johann Friedrich Schloss Neuhaus, der zweitälteste Bruder August Maximilian erhielt die württembergische Hälfte von Ehrstädt und der jüngste Bruder Johann Albrecht erhielt den Eulenhof, den Johann Friedrich noch bis zur Volljährigkeit von Johann Albrecht 1713 verwaltete. Johann Albrecht nannte den Eulenhof später zeitweilig in Albrechtsburg um.
Nach den Kriegen des 17. Jahrhunderts war es um die Finanzsituation und den Zustand der ohnehin durch die Erbteilung kleinen Güter der Brüder schlecht bestellt. Für einige Jahre konnte ihr Onkel Ferdinand Friedrich I. als Senior der Familie noch einen Zusammenhalt wahren, doch bald gab es Streit zwischen den Brüdern und ihrem Onkel wegen finanzieller Dinge, unter anderem wegen der Baulast der Ehrstädter Kirche. Vor allem Johann Friedrich scheint große Schulden gehabt zu haben, die auch durch seine 1714 erfolgte Hochzeit mit Maria Friederica Felicitas Göler von Ravensburg nicht gelindert wurden. Der Onkel lehnte an ihn gestellte finanzielle Forderungen ab, während die Brüder nun auch das Patronatsrecht und das Pfarrhaus in Ehrstädt beanspruchten und den Onkel vom Erbbegräbnis in der Schlosskapelle in Neuhaus ausschlossen. Der Streit wurde vorerst nicht geschlichtet, da Ferdinand Friedrich 1717 starb und danach auch unter dessen Söhnen ein Streit um das Erbe ausbrach. Mit Ferdinand Friedrichs Tod 1717 wurde Johann Friedrich I. im Alter von erst 34 Jahren Senior der Familie. Als solcher erhob er gegenüber seinen Vettern auch Ansprüche auf das Erbe des Onkels, die jedoch abgewiesen wurden.
Zu jener Zeit suchten mehrere Seuchen das Kraichgau heim. Johann Friedrichs Bruder August Maximilian starb noch ledig 1718 oder 1719. Auch der zweite Bruder Johann Albrecht verstarb in jungen Jahren 1723 und hinterließ nur ein Töchterlein. Dadurch fielen deren Güter auf Johann Friedrich zurück. Dieser hatte jedoch auch von 1723 bis 1725 den frühen Tod von zwei Kindern zu beklagen. Knapp zehn Jahre später flüchtete die Familie 1734 vor einer Seuche nach Wimpfen, wo weitere drei Kinder im Kindesalter starben. Sein einziger zu Jahren gekommener Sohn Christoph Ferdinand II. starb 1742 im Alter von nur 26 Jahren ohne männliche Nachkommen. Dessen Frau gebar noch nach seinem Tod ein Töchterlein, das wenig später verstarb, und wurde darauf gemütskrank. Johann Friedrich hatte danach seine Frau, die noch lebenden sechs Töchter und die Witwe seines Sohnes zu versorgen.
Er galt als kluger Rechner und wurde in zahlreiche Gremien berufen. Er war kaiserlicher Rat und wirklicher Rat seiner fürstlichen Durchlaucht zu Köln, Kammerherr beim württembergischen Herzog, ab 1537 kurpfälzischer Regierungsrat, außerdem war er Ritter des Preußischen Schwarzen Adlerordens und ältester Ritterrat im Ritterkanton Kraichgau.
Sein Erbe würde wegen des Todes aller männlichen Nachkommen sein Vetter Christoph Ferdinand I. antreten, mit dem aufgrund der vorausgegangenen Streitigkeiten ein zerrüttetes Verhältnis bestand, so dass nur wenig Hoffnung darauf bestand, dass er nach Johann Friedrichs Tod gut für den Unterhalt von dessen Hinterbliebenen sorgen würde. Da Johann Friedrich aber immer noch von finanziellen Sorgen geplagt wurde, versuchte er, seine Töchter möglichst vorteilhaft zu verheiraten und aus seinen Gütern so viel Kapital wie möglich zu schlagen. Unter anderem ließ er mehr Holz in den Wäldern hauen, als ihm zustand. Außerdem versuchte er, dem Agnaten Christoph Ferdinand I. alle möglichen Unterhaltsverpflichtungen und Ausgleichszahlungen für Verbesserungen an den zu erbenden Gütern in Rechnung zu stellen. Langwierige Rechtsstreite bis zum Tod Johann Friedrichs waren die Folge. Die Auseinandersetzungen mit Christoph Ferdinand I. überschatteten selbst Johann Friedrichs Beisetzung 1770, da das Trauerläuten in der Kirche von Ehrstädt von seinen Angehörigen gegen den Willen seines Vetters mit Gewalt durchgesetzt werden musste.
Sein Erbe trat Christoph Ferdinand I. wie zu erwarten an und vereinigte damit 78 Jahre nach der Erbteilung zwischen seinem Vater und seinem Onkel von 1682 und 55 Jahre nach der Erbteilung zwischen seinen Vettern von 1705 den gesamten Besitz der Degenfeld-Neuhaus wieder auf sich.

## Familie
Er heiratete am 27. Juli 1714 Maria Friederica Felicitas Göler von Ravensburg, Tochter des württembergischen Kammerherrn Ludwig Ferdinand Göler von Ravensburg (1664–1722). Der Ehe entstammten drei Söhne und neun Töchter, von denen nur ein Sohn und sechs Töchter zu Jahren kamen.
- Maria Bernhardina Friederica (1715–1762) ⚭ Johann Bernhardt Göler von Ravensburg
- Christoph Ferdinand II. (1716–1742) ⚭ Maria Elisabeth von Gemmingen-Hornberg (1719–1783)
- Charlotte Ernestine (1718–1793) ⚭ Ludwig Gottfried Rüdt von Collenberg
- Sophia Wilhelmine (* 1721), Hofdame in Neuenstadt
- Luisa Magdalena (* 1723)
- Christoph Friedrich II. (*/† 1725)
- Auguste Eberhardine Christiane (* 1727) ⚭ NN von Kühlau
- Juliane Sabine (1728–1812)
- Ferdinand August Friedrich (1730–1734)
- Ludwica Ernestina (1732–1734)
- Constantia Elisabeth Juliana (*/† 1734)
- Carolina Maria (* 1735) ⚭ Rudolf von Neubronn, Johann Ferdinand von Adelsheim